# 陈刚 (足球运动员)
陈刚（1972年3月9日—），已退役中国足球运动员，青岛足球功勋球员。曾是中国国家队队员，司职边后卫。
陈刚是青岛足球的元老级人物，自青年时期便效力于青岛海牛，职业生涯最高峰时曾经入选中国国家队。2003年初他申请挂牌转会，本来已经在上海中远训练一个月，结果却在准备随队上飞机去韩国训练时获悉自己被上海申花“摘牌”，继而加盟了申花。效力两年后，他于2004年底被申花挂牌，随即宣布退役。
退役后他曾经出任上海群英助理教练，协助主帅申思。